# 甲玛乡
甲玛乡（藏語：རྒྱ་མ་，威利转写：rgya ma），是中华人民共和国西藏自治区拉萨市墨竹工卡县下辖的一个乡镇级行政单位。

## 行政区划
甲玛乡下辖以下地区：
孜孜荣村、赤康村和龙达村。
2013年8月，赤康村被评为第二批中国传统村落。

## 矿产
2007年開始，西藏自治区人民政府和中国黄金集团合作开发甲玛鄉铜礦、金礦等矿產。截至2009年底，累计探获工业矿体储量11亿吨，地质资源量可折合成当量铜1050万吨；截至2011年9月，探获当量铜资源量超过1500万吨。2013年3月29日，甲玛矿区發生滑坡，83名礦工被埋，其中66人找到屍體。